# Saude George
Saude André N. George (* 30. November 1931; † 27. Mai 2010 in Nairobi) war ein kenianischer Hockeyspieler.
Saude George nahm mit der kenianischen Hockeynationalmannschaft an den Olympischen Spielen 1960 in Rom und 1964 in Tokio teil. Die Mannschaft belegte im Endklassement 1960 den achten und 1964 den sechsten Platz.